# Адем Чејван
Адем Чејван (Бања Лука, 2. март 1927 — Љубљана, 5. новембар 1989) био је југословенски филмски и позоришни глумац. Глумио је у Бањалуци, Београду, Загребу и Сарајеву.

## Живот
Адем Чејван је био оснивач сусрета за глумце који су се одржавали у Бањој Луци, а трајали су од 1981. до 1987. године под називом „Сусрети за глумце у мају“.
Године 2005. на „Данима бањалучке дијаспоре“ једно вече је било посвећено Чејвану.
Заједница удружења грађана Бањалуке су 2009. године обележили 20. година од смрти славног Бањалучког глумца. Постоји награда која носи његово име.

## Улоге
| Год.       | Назив                                                   | Улога                   |
| ---------- | ------------------------------------------------------- | ----------------------- |
| 1950-е     |                                                         |                         |
| 1957.      | Иза казалишне рампе (Кратки документарни)               |                         |
| 1960-е     |                                                         |                         |
| 1960.      | Вражији оток (ТВ)                                       |                         |
| 1961.      | Гола цеста (ТВ)                                         |                         |
| 1961.      | Свашта се може догодити једнога дана (ТВ)               |                         |
| 1964.      | Смрт у чизмама (ТВ)                                     |                         |
| 1964.      | Аутобиографија утопљенице                               |                         |
| 1969.      | То (ТВ)                                                 |                         |
| 1970-е     |                                                         |                         |
| 1970.      | Жена у кућној хаљини (ТВ)                               |                         |
| 1970.      | Седам писара (ТВ)                                       |                         |
| 1970.      | Омер и Мерима (ТВ)                                      |                         |
| 1970.      | Лисице                                                  | Андрија                 |
| 1970.      | Дружба Пере Квржице                                     |                         |
| 1971.      | Овчар                                                   | Милан                   |
| 1971.      | Дан дужи од године                                      | Државни                 |
| 1971.      | Куда иду дивље свиње (серија)                           | Чапља                   |
| 1972.      | Ратнички таленат (ТВ)                                   | Директор ресторана Чеда |
| 1972.      | Лица                                                    |                         |
| 1972.      | Слике из живота ударника                                |                         |
| 1972.      | Лов на јелене                                           | Коста                   |
| 1972.      | Звезде су очи ратника                                   | Србислав Вулетић        |
| 1973.      | Отац и неки важни људи (ТВ)                             |                         |
| 1974.      | Поленов прах                                            |                         |
| 1974.      | Петао није запевао                                      |                         |
| 1975.      | Познајете ли Павла Плеша? (ТВ)                          |                         |
| 1975.      | Велебитске саонице или три швалера и једна девојка (ТВ) |                         |
| 1975.      | Легенде и баладе — Мехмед Паша Соколовић (ТВ)           | Наратор                 |
| 1975.      | Одборници (серија)                                      | Павле                   |
| 1975.      | Ђавоље мердевине (серија)                               | Вук Матић „Брка“        |
| 1975.      | Сељачка буна 1573                                       | Трговац Микула          |
| 1976.      | Спиритисти (ТВ)                                         | Мајор                   |
| 1976.      | Све што је било лепо (ТВ)                               | Видојев син             |
| 1976.      | Фронташ (ТВ)                                            |                         |
| 1977.      | Посјета (ТВ)                                            |                         |
| 1977.      | 67. састанак Скупштине Кнежевине Србије (ТВ)            | Јеврем Марковић         |
| 1977.      | Домаћи странац (ТВ)                                     |                         |
| 1978.      | Господарев зет (ТВ)                                     |                         |
| 1978.      | Љубав и бијес                                           |                         |
| 1978.      | Пуцањ у шљивику преко реке (ТВ)                         |                         |
| 1978.      | Дебели ’лад (ТВ)                                        |                         |
| 1978.      | Повратак отписаних (ТВ серија) (серија)                 | Љубиша, Микулин брат    |
| 1978.      | Случајни крајпуташи (ТВ)                                |                         |
| 1978.      | Папирна (ТВ)                                            |                         |
| 1979.      | Скица за слику времена (ТВ)                             | Бего                    |
| 1979.      | Осма офанзива (серија)                                  | Станко Веселица         |
| 1979.      | Анно домини 1573 ТВ серија                              | Трговац Микула          |
| 1979.      | Освајање слободе                                        | Мајор                   |
| 1980-е     |                                                         |                         |
| 1981.      | Аретеј (ТВ)                                             | Аретеј                  |
| 1981.      | Широко је лишће                                         | Мркшић                  |
| 1982.      | Уцјена (ТВ)                                             |                         |
| 1982.      | Хоћу живјети                                            |                         |
| 1982.      | Непокорени град (серија)                                | Главни илегалац         |
| 1983.      | Ватрогасац (ТВ)                                         | Отац                    |
| 1983.      | Писмо - Глава                                           |                         |
| 1983.      | Иди ми дођи ми                                          | Маријин колега          |
| 1983.      | Дани Авној—а (мини-серија)                              |                         |
| 1984.      | Велики таленат (ТВ)                                     | Мугдим                  |
| 1985.      | Приче из фабрике (серија)                               | Брко                    |
| 1986.      | Вријеме прошло — вријеме садашње (серија)               | Салко                   |
| 1987.      | Бољи живот (серија)                                     | Медицински брат         |
| 1988       | Византија                                               |                         |
| 1987-1988. | Вук Караџић (серија)                                    | Младен Миловановић      |

## Награде
- Сребрна арена за најбољу споредну мушку улогу на Фестивалу југословенског играног филма у Пули, добио је 1970. године за филм Лисице.